# Xã Purdy, Quận Barry, Missouri
Xã Purdy (tiếng Anh: Purdy Township) là một xã thuộc quận Barry, tiểu bang Missouri, Hoa Kỳ. Năm 2010, dân số của xã này là 1.972 người.